# Living Years
Living Years is het tweede muziekalbum van Mike + The Mechanics. De leider van de band Mike Rutherford werd altijd een beetje gezien als de zwakke broeder in de muziekgroep Genesis. Toen van de heren soloalbums volgden, wilden die van Phil Collins en in mindere mate Tony Banks nog wel verkopen; die van Rutherford bleven daarin achter. In de band Genesis bracht de grotere invloed van Collins ook de kwaliteiten van Rutherford beter in beeld. Rutherford ging niet verder met een solocarrière; hij begon met een aantal musici een nieuwe band. Het eerste album had dusdanig succes dat een tweede verlangd werd. Het succes was mede te danken aan de twee goede zangstemmen die de band had.
Het zou een schot in de roos zijn; plaats nummer 13 in de Billboard 200 (Amerika) en nr 2 in de Engelse elpeelijst. In Nederland haalde de elpee de lijsten niet. Plaats 19 in Zwitserland, 11 in Zweden, 10 in Australië en 21 in Nieuw-Zeeland werden bereikt. Het succes van het album werd versterkt door goede verkopen van zowel Nobody's Perfect als The Living Years. De laatstgenoemde werd dermate succesvol, dat het album tegenwoordig ook The Living Years wordt genoemd.
Het album is opgenomen in de studio van Genesis The Farm in Surrey van 18 april tot en met 18 augustus 1988. Collins en Banks verzorgden een kleine bijdrage in Black & Blue; Phil en Rutherford speelden een rif en Banks nam het op tijdens de sessie voor Invisible Touch. Christopher Neil was de producer, de vaste geluidstechnicus van Genesis Nick Davis zat achter de knoppen.

## Musici
De band:

### Mike + The Mechanics
- Mike Rutherford - gitaar, basgitaar, zang
- Paul Young - zang
- Paul Carrack – vocals, toetsinstrumenten
- Adrian Lee - keyboards
- Peter Van Hooke – slagwerk

met:
- Alan Murphy - gitaar
- Sal Gallina - toetsen
- B.A. Robertson - toetsen
- Martin Ditcham - percussie
- Luis Jardim - percussie
- Christopher Neil - achtergrondzang
- Alan Carvell - achtergrondzang
- Michael Stuckey - koorleider

## Tracklist
| Nr. | Titel                                        | Duur |
| --- | -------------------------------------------- | ---- |
| 1.  | Nobody’s Perfect (Rutherford / Robertson)    | 4:48 |
| 2.  | The Living Years (Rutherford / Robertson)    | 5:32 |
| 3.  | Seeing Is Believing (Rutherford / Robertson) | 3:13 |
| 4.  | Nobody Knows (Rutherford/ Neil)              | 4:24 |
| 5.  | Poor Boy Down (Rutherford/ Neil)             | 4:33 |
| 6.  | Blame (Rutherford/ Neil)                     | 5:24 |
| 7.  | Don’t (Rutherford)                           | 5:45 |
| 8.  | Black & Blue (Rutherford / Robertson/ Young) | 3:27 |
| 9.  | Beautiful Day (Rutherford / Neil / Young)    | 3:39 |
| 10. | Why Me? (Rutherford / Robertson)             | 6:26 |